# Cappella di San Paolo di Damasco
La cappella fu costruita, negli anni 1922 e 1923, durante il periodo di amministrazione francese, su progetto dell'allora direttore dell'istituto francese d'Archeologia e Arte Musulmana, il conte, Eustache de Lorey, all'interno dell'arco della porta della vecchia cinta muraria della città di Damasco, detta Bab Keisan. La porta, che era stata fatta edificare da Nur-ar-Din, nella seconda metà del XII secolo, era il luogo attraverso il quale, secondo la tradizione, San Paolo fuggì da Damasco, infatti Paolo, dopo essersi convertito al Cristianesimo ed essere stato battezzato da San Anania, divenne un predicatore che attirò su di sé l'odio degli ebrei che ne organizzarono l'uccisione. Allora, Paolo si nascose in una casa presso le mura e, nascostosi in una cesta, nottetempo, si fece calare fuori della città da una finestra della porta detta Bab Keisan, sfuggendo così alla cattura. Secondo la tradizione popolare la cesta in cui si trovava Paolo era sorretta dall'arcangelo Gabriele.

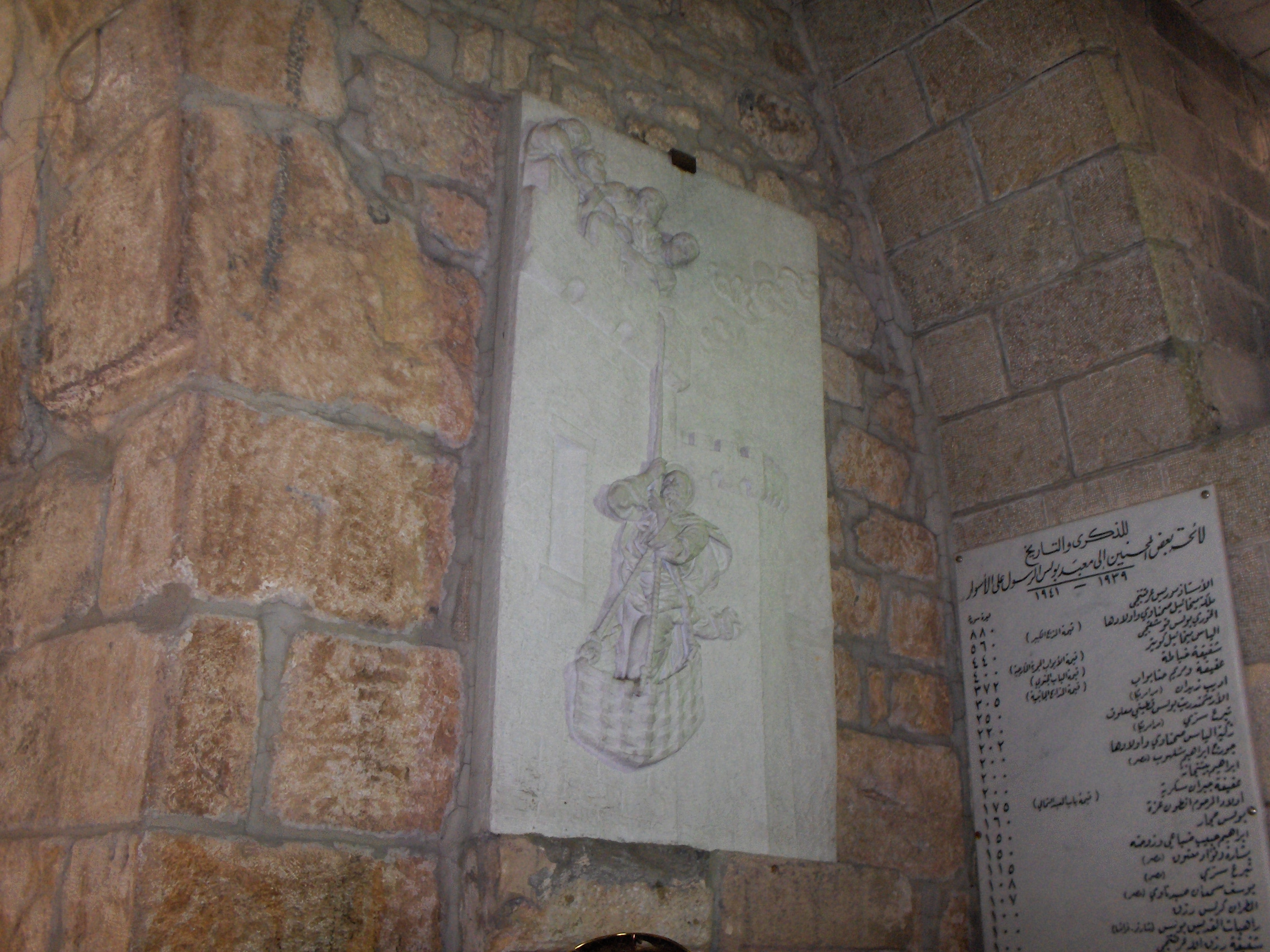
Bassorilievo di Paolo che viene calato dalla porta, detta Bab Keisan, in una cesta

Sorge a poca distanza dalla sotterranea Cappella di San Anania.

## Galleria d'immagini

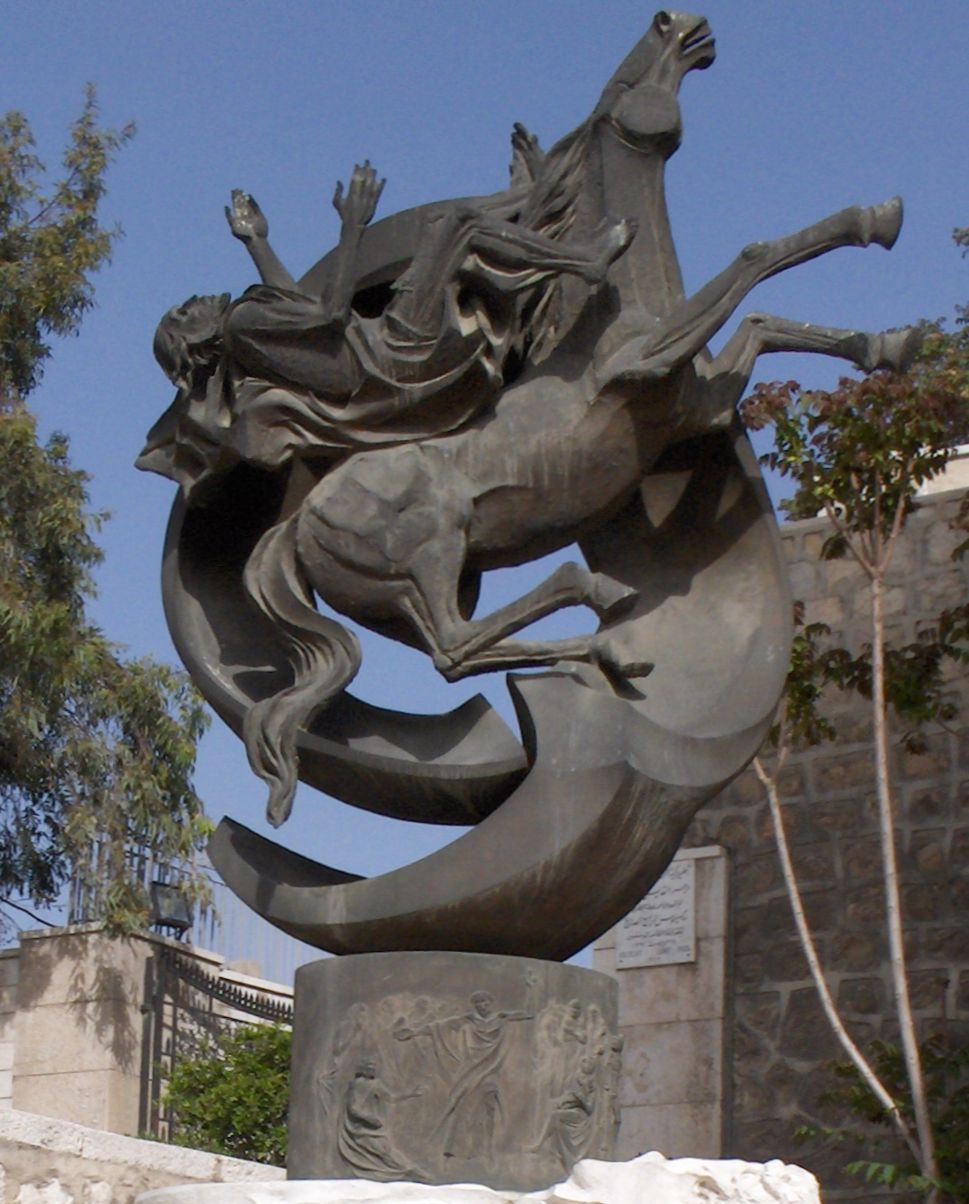
Statua di Saulo che cade da cavallo, nel cortile esterno della Cappella
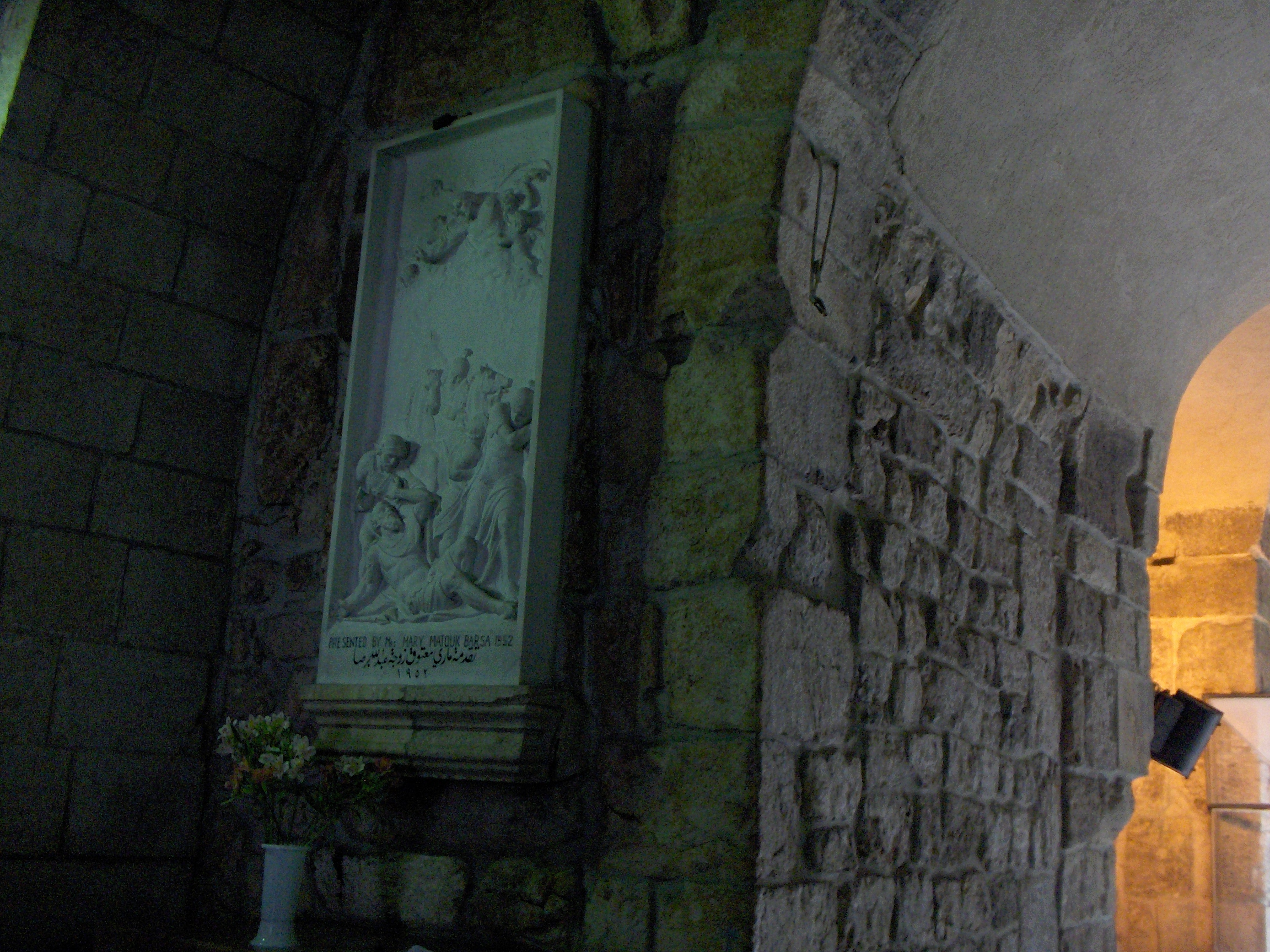
Bassorilievo di Saulo che cade da cavallo
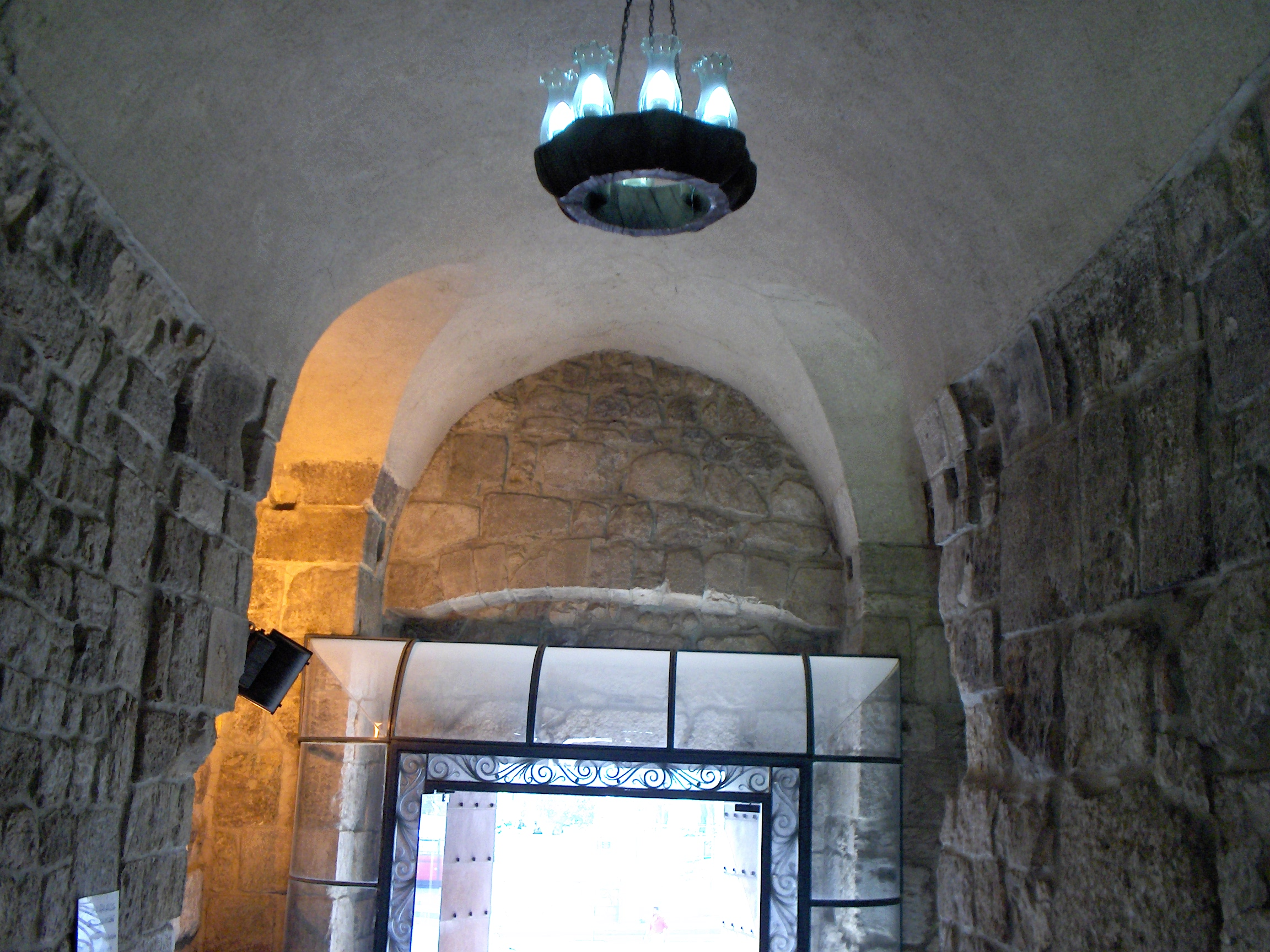
Ingresso della Cappella
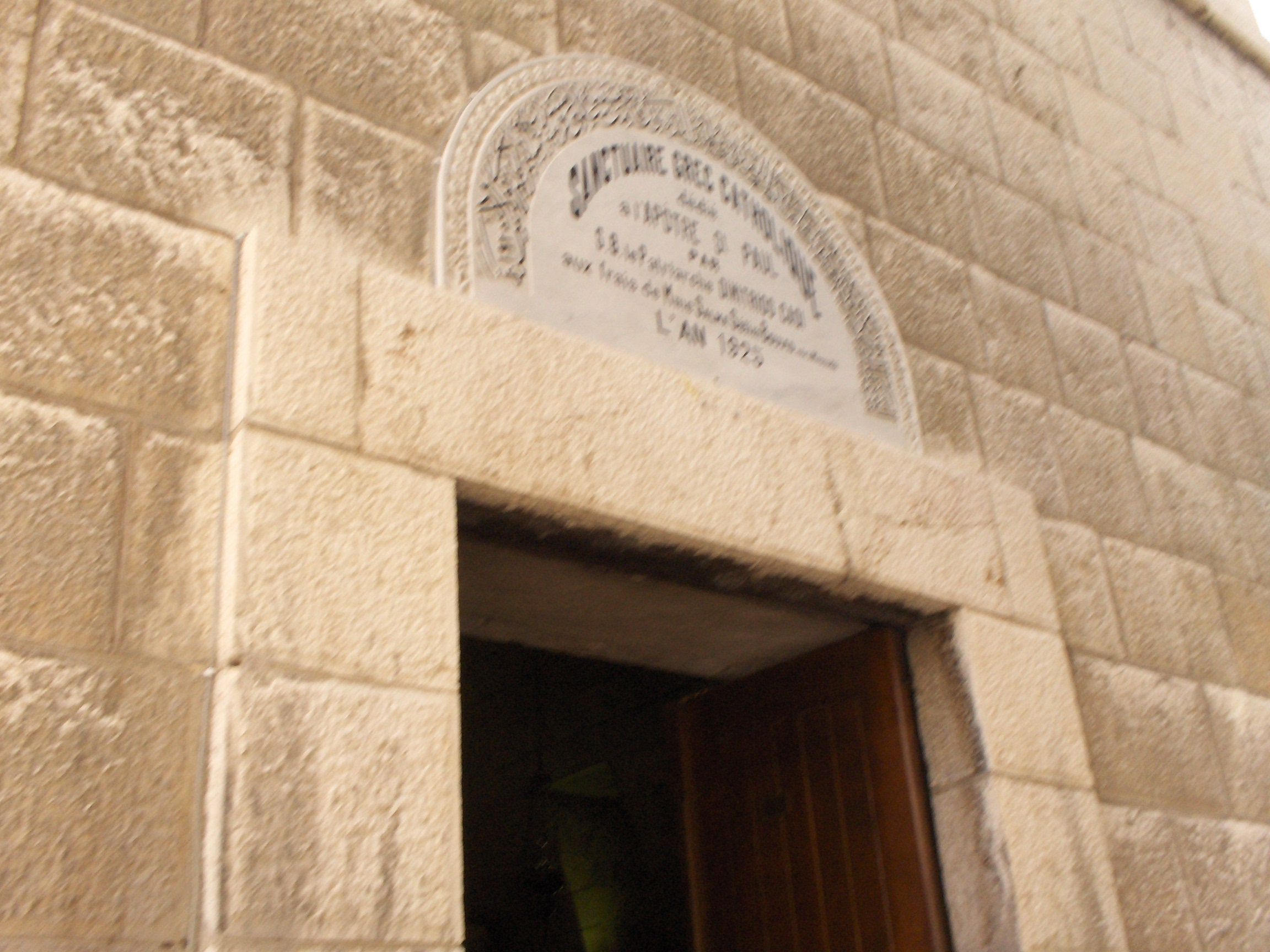
Iscrizione con l'anno di consacrazione della Cappella